# Awa-Kwaiker
Kwaiker (Awá Kwaiker, Awa-Kwaiker, Awa, Cuaiquer, Awá Kwaiker, Coaiquer. Sami sebe nazivaju Awá, ljudi), pleme barbacoan Indijanaca s rijeke río Telembí u Kolumbiji i sjevernom Ekvadoru, u tropskoj kišnoj šumi na visinama između 500 i 1,500 metara. Područje što ga naseljavaju prostire se na oko 3,500 četvornih kilometara, a siječe ga cesta što spaja gradove Barbacoas i Tumaco, duž koje živi oko 20,000 mestika i crnaca. 
Naselja su im malena raštrkana duž rijeka Gualcala, Vegan, Güisa, Nulpe i San Juan, ima ih preko 70 i nijedno više od 100 stanovnika. Izvorno su bili lovci i sakupljači, danas uzgajivači plantažnih drvenastih kultura, kao što su banane i šećerna trska i kukuruz. Uz ovo bave se i obrtom, prvenstveno izradom košara i jigra-torbi koje izrađuju od biljnih vlakana. Lončarstvo su zanemarili i danas sebi kupuju pokućstvo po trgovinama. Glazbeni instrumenti su im veoma važni, a među njima najvažniji su marimba, bubnjevi, maraca i flauta. Prodajom kukuruza, kokoši i svinja koje uzgajaju kupuju sebi sol, odjeću, kerozin za lampe, mačete, gumene čizme i drugo. žene se veoma mladi, između 15 i 16. godine, a postoji i probni period-amaño, koji traje oko godinu dana, kroz koji žena mora dokazati da je sposobna domaćica. 
Kwaikeri su patrilokalni, a patripotestalna obitelj se sastoji od roditelja, djece i unučadi. Mrtve sahranjuju s popudbinom.

## Vanjske poveznice
- Awa